# Leland Mitchell
Leland Noyal Mitchell (Kiln, Misisipi, 22 de febrero de 1941-Starkville, Misisipi, 6 de julio de 2013) fue un jugador de baloncesto estadounidense que disputó una temporada en la ABA. Con 1,93 metros de estatura, jugaba en la posición de base.

## Trayectoria deportiva

### Universidad
Jugó durante tres temporadas con los Bulldogs de la Universidad Estatal de Mississippi, en las que promedió 15,6 puntos y 9,0 rebotes por partido. En sus dos últimas temporadas fue incluido en el mejor quinteto de la Southeastern Conference.

### Profesional
Fue elegido en la decimoquinta posición del Draft de la NBA de 1963 por St. Louis Hawks, pero no fue hasta 1967 cuando iniciaría su corta carrera profesional, fichando con los New Orleans Buccaneers de la ABA, con los que jugaría una temporada en la que promedió 4,1 puntos y 2,3 rebotes por partido, retirándose al término de la misma.

## Estadísticas de su carrera en la ABA

### Temporada regular
| Temporada | Edad | Equipo                 | Liga | P  | TIT | MIN  | TC  | TCA | %TC  | 3P  | 3PA | %3P  | TL  | TLA | %TL  | R.OF. | R.DEF. | REB | ASIS | ROB | TAP | PER | FP  | PTS |
| 1967-68   | 26   | New Orleans Buccaneers | ABA  | 78 |     | 14.0 | 1.6 | 4.5 | .349 | 0.3 | 1.0 | .276 | 0.7 | 1.1 | .659 |       |        | 2.3 | 0.9  |     |     | 1.4 | 2.0 | 4.1 |
| Total     |      |                        | ABA  | 78 |     | 14.0 | 1.6 | 4.5 | .349 | 0.3 | 1.0 | .276 | 0.7 | 1.1 | .659 |       |        | 2.3 | 0.9  |     |     | 1.4 | 2.0 | 4.1 |

### Playoffs
| Temporada | Edad | Equipo                 | Liga | P | MIN | TCA | TC | 3PA | 3P | TLA | TL | R.OF. | REB | ASIS | ROB | TAP | PER | FP | PTS | %TC  | %3P  | %FT  | MIN | PTS | REB | AST |
| 1967-68   | 26   | New Orleans Buccaneers | ABA  | 7 | 57  | 1   | 9  | 0   | 4  | 1   | 2  |       | 3   | 3    |     |     | 5   | 8  | 3   | .111 | .000 | .500 | 8.1 | 0.4 | 0.4 | 0.4 |
| Total     |      |                        | ABA  | 7 | 57  | 1   | 9  | 0   | 4  | 1   | 2  |       | 3   | 3    |     |     | 5   | 8  | 3   | .111 | .000 | .500 | 8.1 | 0.4 | 0.4 | 0.4 |